# Berrias-et-Casteljau
Berrias-et-Casteljau è un comune francese di 663 abitanti situato nel dipartimento dell'Ardèche della regione dell'Alvernia-Rodano-Alpi.

## Società

### Evoluzione demografica
Abitanti censiti